# Cantone di Besançon-Sud
Il Cantone di Besançon-Sud era una divisione amministrativa dell'arrondissement di Besançon.
A seguito della riforma approvata con decreto del 25 febbraio 2014, che ha avuto attuazione dopo le elezioni dipartimentali del 2015, è stato soppresso.

## Composizione
Comprendeva parte della città di Besançon e i comuni di:
- Arguel
- Beure
- Fontain
- Gennes
- La Chevillotte
- La Vèze
- Le Gratteris
- Mamirolle
- Montfaucon
- Morre
- Saône